# Hae Phoofolo
Edward Hae Phoofolo (ur. 1946?) – lesotyjski prawnik, tymczasowy premier Lesotho od 17 sierpnia do 14 września 1994 roku.
Pracował jako prawnik w Maseru, zajmując się zwłaszcza prawami człowieka. W 1988 został wicedyrektorem Narodowego Banku Lesotho. W związku z pełnieniem tej funkcji oskarżano go o szmuglowanie pieniędzy do Lesotho. 17 sierpnia 1994 król Letsie III odwołał premiera Ntsu Mokhehle, wprowadzającego demokratyczne reformy i zawiesił funkcjonowanie parlamentu. Jako tymczasowego szefa rządu wskazał Phoofolo, który miał kierować nim do przeprowadzenia kolejnych wyborów. Król liczył, że Partia Kongresowa Basuto, której przewodził Mokhehle przegra w głosowaniu. Jednak pod naciskiem dyplomatycznym państw ościennych (Botswana, Republika Południowej Afryki, Zimbabwe) po niespełna miesiącu Letsie III odwołał Phoofolo, a Ntsu Mokhehle powrócił na fotel premiera.
W roku 1998 oskarżono go o zdradę stanu, jednak wyszedł z aresztu za kaucją. W 2007 został zraniony wskutek ataku nożownika. Planował udział w wyborach w 2012 z ramienia All Basotho Convention (ABC), jednak władze partii odmówiły mu tego, a Phoofolo odpowiedział pozwem o zniesławienie. W 2012 pracował jako notariusz dla Kościoła anglikańskiego. Ostatecznie polityk wystartował w wyborach, zdobywając mandat i obejmując stanowisko ministra sprawiedliwości. W 2015 utracił fotel ministra po wycofaniu się ABC z koalicji rządowej i powrócił do wykonywania zawodu adwokata.